# Data Design Interactive
Data Design Interactive är ett företag från Storbritannien som utvecklar tv-spel. Företaget har bland annat lanserat en rad budgetspel till Wii.

## Ludografi
- Action Girlz Racing
- Anubis II
- Billy The Wizard: Rocket Broomstick Racing
- Classic British Motor Racing
- Hamster Heroes
- Kawasaik JetSki
- Kawasaki Quad Bikes
- Kawasaki Snow Mobiles
- Kidz Sports - Basketball
- Kidz Sports - Football
- Kidz Sports - Ice Hockey
- London Taxi Rush Hour
- Mini Desktop Racing
- Monster Trux: Arenas
- Monster Trux: Offroad
- Myth Makers - Orbs of Doom
- Myth Makers - Super Kart GP
- Ninjabread Man
- Offrad Extreme
- Rig Racer 2
- Rock N Roll Adventures
- Trixie in Toyland
- Urban Extreme